# WTA Tour Championships 2003
Il WTA Tour Championships 2003 è stato un torneo di tennis che si è giocato al Staples Center di Los Angeles negli USA dal 5 al 10 novembre su campi in cemento. È stata la 33ª edizione del torneo di fine anno di singolare, la 28a del torneo di doppio. Il Masters femminile ha visto in campo a partire le migliori otto giocatrici della stagione.

## Campionesse

### Singolare
Kim Clijsters ha battuto in finale  Amélie Mauresmo con il punteggio di 6–2, 6–0

### Doppio
Virginia Ruano Pascual /  Paola Suárez hanno battuto in finale  Kim Clijsters /  Ai Sugiyama con il punteggio di 6–4, 3–6, 6–3